# جوزيف دبليو جيرارد
جوزيف دبليو جيرارد (بالإنجليزية: Joseph W. Girard)‏ مواليد 2 أبريل 1871 في ويليامسبورت، الولايات المتحدة - الوفاة 21 أغسطس 1949 في لوس أنجلوس، الولايات المتحدة، هو ممثل أمريكي بدأ مسيرته الفنية سنة 1911. شارك في قرابة 280 فيلما. امتدت مسيرته الفنية لأكثر من 33 عاما.

## الأعمال
- الرصاصة النحاسية
- ذا سكريمينغ شادو
- الشجاعة الحمراء
- نان أوف ذا نورث
- الصليبي

## روابط خارجية
- جوزيف دبليو جيرارد على موقع IMDb (الإنجليزية)
- جوزيف دبليو جيرارد على موقع ألو سيني (الفرنسية)
- جوزيف دبليو جيرارد على موقع أول موفي (الإنجليزية)
- جوزيف دبليو جيرارد على موقع قاعدة بيانات الأفلام السويدية (السويدية)
- جوزيف دبليو جيرارد على موقع قاعدة بيانات الفيلم (الإنجليزية)
- جوزيف دبليو جيرارد على موقع كينوبويسك (الروسية)